# Laccophilus tobaensis
Laccophilus tobaensis är en skalbaggsart som beskrevs av Michel Brancucci 1983. Laccophilus tobaensis ingår i släktet Laccophilus och familjen dykare. Inga underarter finns listade i Catalogue of Life.